# Armstrong-Kanone

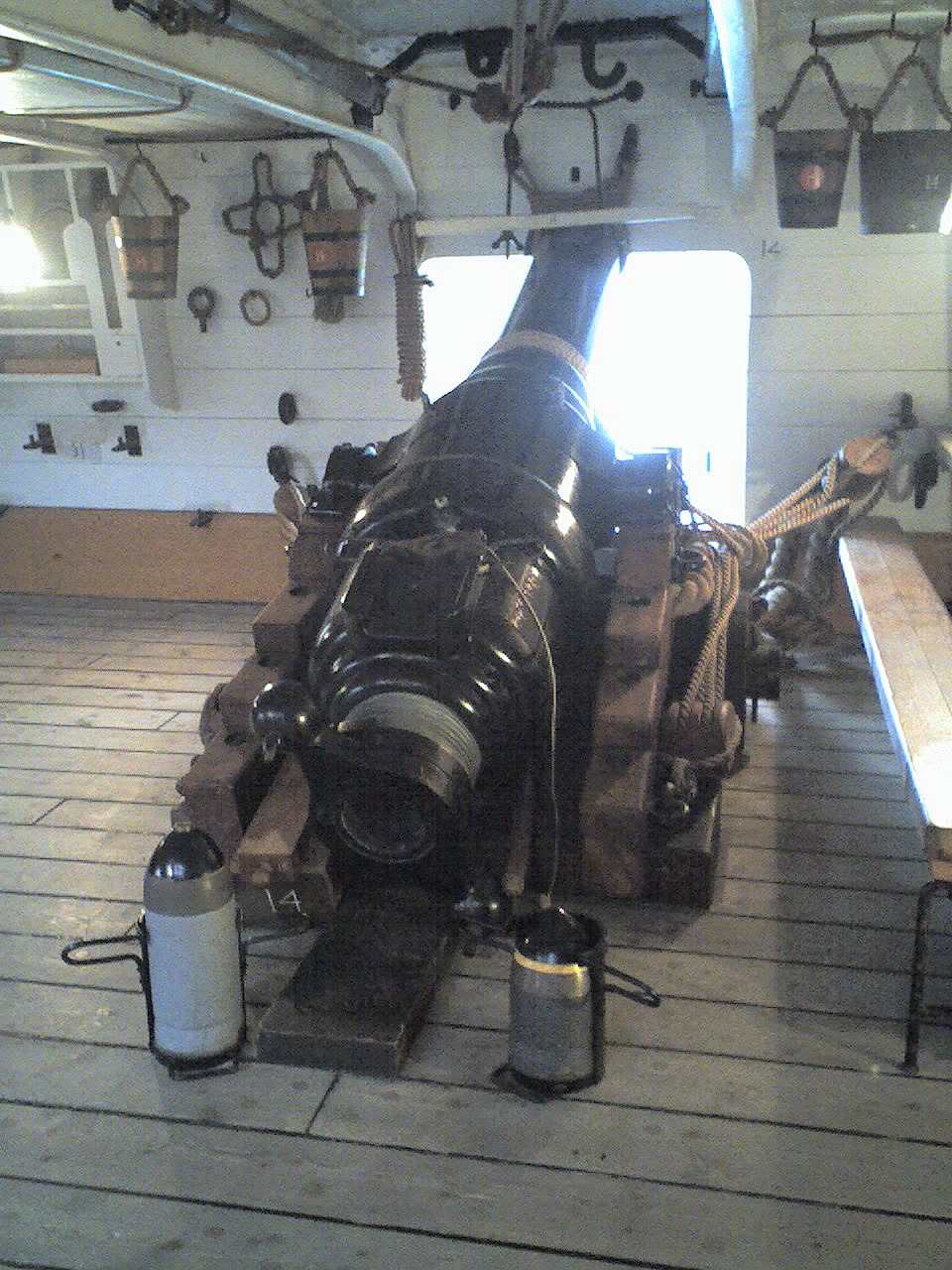
Armstrong-Kanone (7-inch 110lb) auf HMS Warrior, im Vordergrund Granaten

Der Begriff Armstrong-Kanonen bezeichnet üblicherweise Hinterladergeschütze mit einer nach ihrem Erfinder William Armstrong, 1. Baron Armstrong benannte Verschlusskonstruktion.
Seltener wird der Begriff für eine ebenfalls von Armstrong entwickelte Konstruktionsform von Geschützrohren verwendet.
Umgangssprachlich wird mit Armstrong-Kanone vor allem im deutschen Sprachraum auch die auf Malta noch vorhandene RML 17.72 inch gun bezeichnet.

## Konstruktion
1854 schlug Armstrong dem britischen Kriegsministerium (Secretary of State for War) eine 3-Pfünder-Hinterladerkanone mit gezogenem Rohr für Erprobungszwecke vor. Später wurde das Geschütz aufgebohrt, um 5-Pfünder-Granaten verschießen zu können. Das Ergebnis überzeugte sowohl in der Reichweite als auch Zielgenauigkeit. Armstrong entwickelte das Verschlusssystem weiter und setzte es bei Kanonen größeren Kalibers ein.
Waffen nach diesem Konstruktionsprinzip wurden 1858 bei der British Army eingeführt. Zunächst wurden nur Geschütze der Feldartillerie mit relativ kleinem Kaliber nach diesem Prinzip entwickelt. Zur Anwendung kam der Verschluss bei 9-Pfünder-Gebirgs- und leichten Feldgeschützen mit dem Kaliber 2,5 inch (64 mm), dem pferdebespannten 9-Pfünder Kaliber 3 inch (76 mm) und den 12-Pfünder-Feldgeschützen Kaliber 3 inch.
Armstrong hielt das Verschlusssystem für Geschütze größeren Kalibers prinzipiell für nicht geeignet, entwickelte jedoch auf Anweisung der zuständigen Stellen entsprechende Waffen: einen 20-Pfünder (3,75 inch / 95 mm) als Feld- und Schiffsgeschütz, einen 40-Pfünder (4,75 inch / 121 mm) als Belagerungsgeschütz und eine schwere 110-Pfünder-Kanone (7 inch / 180 mm). Alle dieser Kaliber kamen bei der Royal Navy zum Einsatz und wurden – außer dem 20-Pfünder – auch in Neuseeland als Feldgeschütz bzw. der Küstenartillerie eingesetzt.
Hergestellt wurden die Geschütze bei Elswick und Royal Arsenal.

### Konstruktion des Rohres

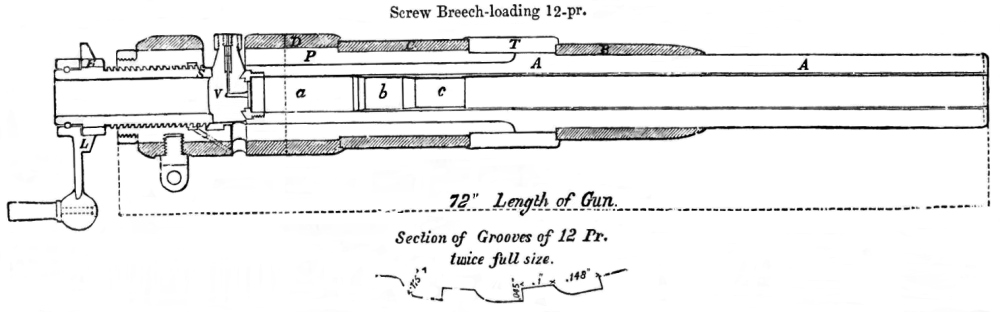
Aufbau eines Armstrong-Rohres, 12 pdr 8 cwt

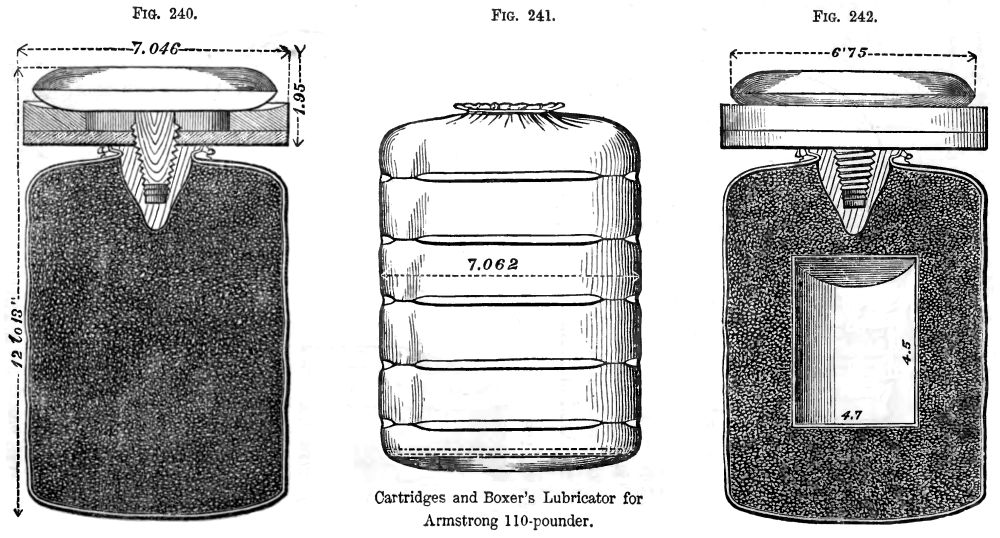
Aufbau der Treibladung, verschnürt in der dichtenden Lederummantelung

Armstrong benutzte für seine Waffen ein Seelenrohr, das anfänglich aus nach dem Puddelverfahren gewonnenem Eisen hergestellt war. Ab 1863 wurde Stahl mit einem Kohlenstoffgehalt von 0,05–0,15 % genutzt, der im Ölbad gehärtet wurde. Das Seelenrohr war von Ringen aus Schmiedeeisen umgeben, die das Rohr unter Vorspannung zusammenhielten. Am hinteren Teil des Rohres befand sich das Verschlussstück, seitlich Schildzapfen, die an einem trunnion ring genannten Ring angegossen waren. Die Züge waren polygonal, der Querschnitt bestand aus einem 38-seitigen Vieleck.
Das Geschoss aus Gusseisen, dessen Form an ein Minié-Geschoss angelehnt war, war am unteren Teil des Projektils mit einer Schicht aus Blei umgeben, so dass der Gesamtdurchmesser des Geschosses geringfügig größer als die Bohrung des Rohres war – Die Umformung am Bleimantel beim Passieren des Laufes, sorgte für den Drall des Geschosses, während die Lederumhüllung der Treibladung die Gasdichtigkeit (hinter dem Geschoss) sicherstellen sollte. Dieses System wurde ursprünglich von Martin von Wahrendorff und Giovanni Cavalli in Schweden entwickelt. Das Zusammenwirken der als Lederflecken-Dichtung wirkenden Treibsatz-Umhüllung sowie der Drall des Geschosses durch die Einformung in die Polygonalzüge, sorgte für eine größere Reichweite und Genauigkeit im Vergleich zu herkömmlichen Vorderladern.
Ein weiteres, von Armstrong eingeführtes Element war die von ihm „grip“ genannte Verengung des Rohres. An der Mündung der Geschosskammer (shot chamber) wies das Rohr auf einer Länge von ca. 6 Fuß einen geringfügig kleineren Durchmesser auf. Durch diesen „grip“ wurde das Geschoss vor Verlassen des Rohres zentriert, was zu einer besseren Genauigkeit beitrug. Gleichzeitig wurde die Lederumhüllung abgestreift.
Auf dem granatseitigen Ende der Treibladung befand sich ein „Öler“ (lubricator). Er bestand aus zwei dünnen Blechen, zwischen denen sich Talg und Leinöl befanden. Zum Rohr wurde der Öler mit einer Pappscheibe und Bienenwachs abgedichtet. Er wurde durch die Treibladung nach der Granate aus dem Rohr getrieben und reinigte es dabei zuverlässig von Rückständen der Lederverkleidung des Geschosses.
Die von Armstrong eingeführten Elemente – der Aufbau mit Seelenrohr und verstärkenden Mantelringen – kam auch beim später erfolgten zeitweiligen Übergang auf Vorderlader und zusammen mit dem polygonal gebohrten Rohr teilweise auch bei den moderneren britischen Hinderladergeschützen gegen Ende des 19. Jahrhunderts zur Anwendung. Als für die Hülse der Granate weichere, aber dennoch stabile Materialien zur Verfügung standen, konnte auf den Lederflecken verzichtet werden. Die Verstärkungsringe verliehen britischen Geschützen der damaligen Zeit ihr charakteristisches Aussehen.

### Konstruktion des Verschlusses

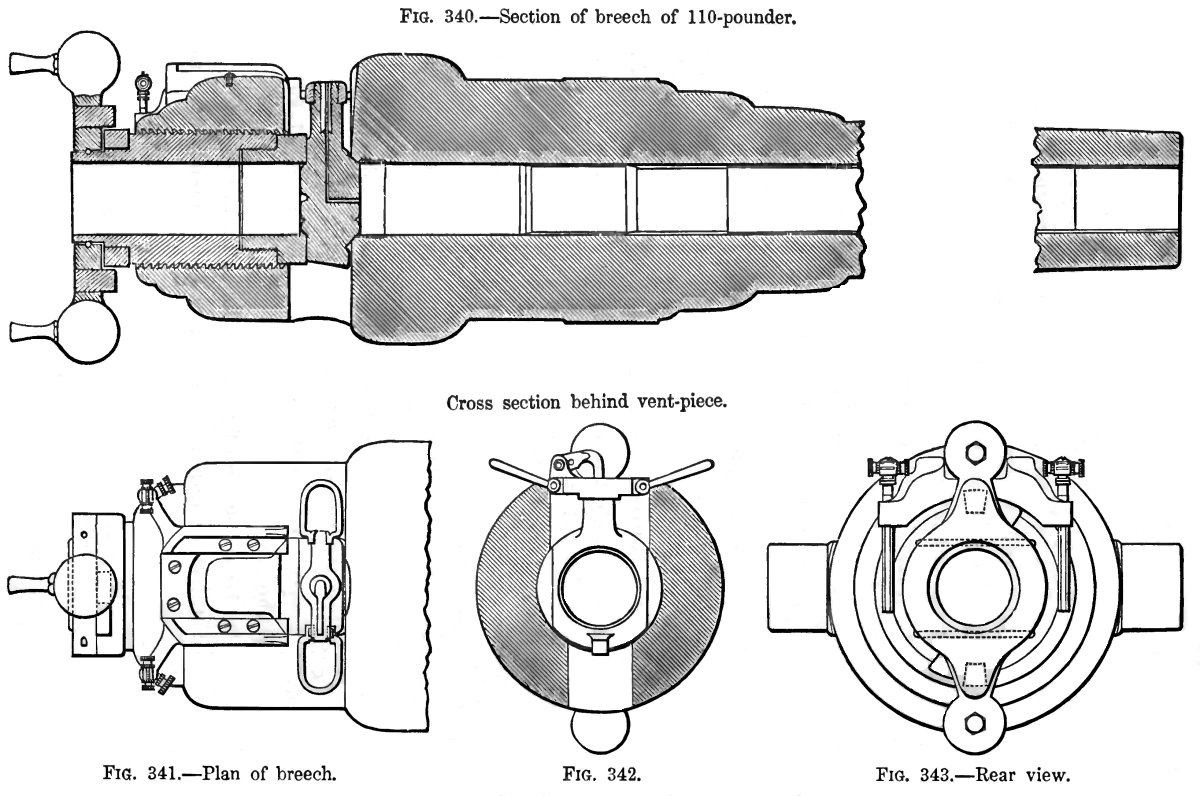
Konstruktion des Verschlusses

Konstruktiv handelt es sich um einen Fallblockverschluss. Der Block aus massivem Material, als vent-piece bezeichnet, besaß an der Vorderseite einen konischen Ring aus Kupfer, der die Pulverkammer (powder chamber) abdichtete. Eine von hinten in das Rohr eingedrehte Schraube, screw breech, hielt Block und Kupferring kraftschlüssig an ihrem Platz.
Das Laden und Feuern lief wie folgt ab:
- die Verschlussschraube wurde aus ihrem Sitz im Rohr herausgedreht, bis der Verschlussblock frei beweglich war
- der Verschlussblock wurde nach oben gezogen, bis das Rohr frei war
- Geschoss und Treibladung (zur damaligen Zeit in Form von Kartuschbeuteln) wurden von hinten durch den Sitz der Verschlussschraube in das Rohr eingeführt
- die Zündladung wurde in die vertikale Aufnahmebohrung des Verschlussblockes eingesetzt
- der Verschlussblock wurde in das Rohr herabgelassen
- die Verschlussschraube wurde angezogen
- der Zünder wurde in die Zündladung eingeführt
- der Kanonier zündete den Zünder, der wiederum die Zündladung zündete, welche wiederum durch den L-förmigen  Zündkanal im Verschlussblock die Treibladung zur Zündung brachte

Der Aufbau des Verschlusses war insgesamt kompliziert und bestand aus mehreren beweglichen Teilen. Die Synchronisation dieser Teile beim Ladevorgang bedurfte entweder besonderer mechanischer Konstruktionen oder – falls diese nicht vorhanden waren – der besonderen Umsicht der Geschützbedienung beim Laden und Feuern. Das Problem der Gasdichtigkeit des Verschlusses war ebenfalls nicht zufriedenstellend gelöst. Schließlich wurde das Rohr durch die Aussparung für den Verschlussblock an einer hochbelasteten Stelle – der Pulverkammer – geschwächt.
Dennoch setzten die Briten derartige Geschütze im Zweiten Opiumkrieg erfolgreich ein. Der Übersetzer Robert Swinhoe berichtete nach dem Angriff auf Pehtang:

„Numbers of dead Chinese lay about the guns, some most fearfully lacerated.  The wall afforded very little protection to the Tartar gunners, and it was astonishing how they managed to stand so long against the destructive fire that our Armstrongs poured on them; but I observed, in more instances than one, that the unfortunate creatures had been tied to the guns by the legs.“

## Rückkehr zu Vorderladern
Im Jahr 1863 wurde durch ein Ordnance Select Committee die Eignung von Hinterladern des Systems Armstrong (RBL – Rifle Breech Loading) und Vorderladern (ML – Muzzle Loading) untersucht, jedoch wurde bereits 1864 auf Regierungsbeschluss die Herstellung von Armstrong – Hinterladern gestoppt. Das Komitee stellte in seinem Abschlussbericht fest:

„The many-grooved system of rifling with its lead-coated projectiles and complicated breech-loading arrangements is far inferior for the general purpose of war to the muzzle-loading system and has the disadvantage of being more expensive in both original cost and ammunition. Muzzle-loading guns are far superior to breech-loaders in simplicity of construction and efficiency in this respect for active service; they can be loaded and worked with perfect ease and abundant rapidity.“

Obwohl der Armstrong-Hinterlader sicherer als Vorderlader waren (in einigen Fällen kam es zum Aufreißen des gegossenen Rohrs), wurden insgesamt die Vorteile beim Vorderlader gesehen. Eine große Rolle spielten bei dieser Bewertung die höheren Kosten für Waffe und Munition der nach dem System Armstrong hergestellten Kanonen. Sowohl Royal Navy als auch British Army gingen in Folge wieder zu Vorderladern über. Armstrong konstruierte zwar noch einen 40-Pfünder und einen 64-Pfünder mit verbessertem Verschluss(horizontal laufender Block und ohne Verschlussschraube), die Entscheidung war jedoch bereits getroffen.

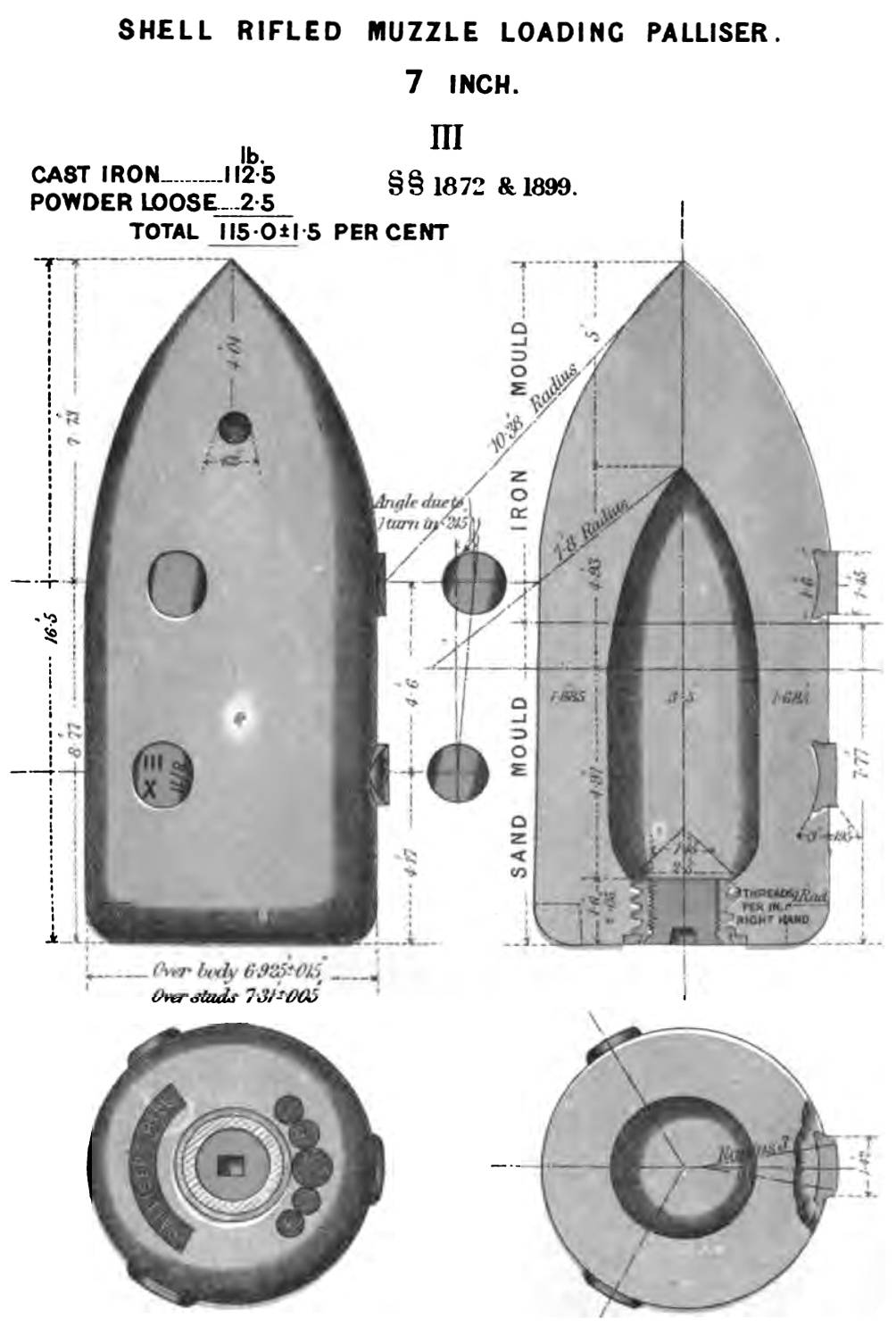
Granate für Vorderlader

Als gravierender Nachteil stellte sich jedoch die geringe Durchschlagsleistung der Vorderlader heraus. Diese Kanonen waren als Glattrohrkanonen konstruiert, da ein Laden der Granate von vorn bei einem gezogenen Rohr nicht möglich war. Armstrong entwickelte daraufhin spezielle Geschosse mit warzenförmigen Erhebungen, die in den Feldern der Kanone glitten und so ein Laden von vorn ermöglichten. Allerdings musste auf das sehr gasdichten Polygonalrohr verzichtet werden, die Rohre besaßen herkömmliche Felder und Züge. Diese Kanonen wurden als RBL – Rifle Breech Loading – geführt. Die polygonale Bohrung kam erst wieder beim erneuten Übergang zum Hinterlader zur Anwendung.